# Andy Cruz
Andy Cruz Gómez (Matanzas, 12 agosto 1995) è un pugile cubano.

## Biografia
Ha rappresentato Cuba ai Giochi olimpici estivi di Tokyo 2020, vincendo il torneo dei pesi leggeri, superando lo statunitense Keyshawn Davis in finale.
È stato tre volte campione Mondiali dilettanti nella categoria dei pesi welter leggeri, vincendo i tornei di Amburgo 2017, Ekaterinburg 2019 e Belgrado 2021.
Si è laureato per due volte campione continentale ai Giochi panamericani: a Toronto 2015 nel torneo dei pesi gallo, a Lima 2019 nel torneo dei pesi welter leggeri.
Il 28 giugno 2022 la Federazione cubana di pugilato ha reso noto che Cruz avrebbe commesso un grave atto di indisciplina per aver tentato di abbantonare illegalmente Cuba.

## Palmarès
- Giochi olimpici

Tokyo 2020: oro nei pesi leggeri;
- Mondiali dilettanti

Amburgo 2017: oro nei pesi welter leggeri;
Ekaterinburg 2019: oro nei pesi welter leggeri;
Belgrado 2021: oro nei pesi welter leggeri;
- Giochi panamericani

Toronto 2015: oro nei pesi gallo;
Lima 2019: oro nei pesi welter leggeri;